# 주유소 습격 사건
"주유소 습격 사건"(注油所 襲擊事件, 영어: Attack The Gas Station!)은 시네마 서비스에서 제작된, 대한민국의 영화이며, 감독은 김상진이다. 2009년에는 뮤지컬로도 만들어졌으며 같은 해 후속작 "주유소 습격 사건 2"가 개봉되었다.

## 줄거리
주유소를 털고 완전히 파괴한 후, 사회에 대한 불만을 품은 거리 폭력배들이 주유소 편의점을 털었다. 하지만 매니저가 선견지명과 분별력을 발휘하여 돈을 숨겨두자, 네 명의 폭력배는 매니저와 직원들을 인질로 잡고 모든 고객에게 휘발유를 공급한다.
영화 전반에 걸쳐 다양한 등장인물들이 주유소에 들르지만, 모두 좋은 의도는 아니었지만, 결과는 우스꽝스러웠다. 학교 폭력배들이 주유소에 찾아와 직원 한 명을 괴롭히며 돈을 요구한다(결국 그들은 인질로 잡히고, 괴롭힘을 당한 직원은 폭력배 중 한 명과 주먹다짐을 하게 되지만... 결국 승리한다). 경찰이 와서 공짜 휘발유를 요구한다(네 명의 폭력배는 경찰이 제대로 된 임무를 수행하지 않는다는 이유로 거부한다). 한 고객은 휘발유를 가득 채운 데도 불구하고 반 탱크만 달라고 요구하다가 인질로 잡힌다. 더 많은 학교 폭력배들이 첫 번째 싸움에 대한 복수를 하려고 주유소에 찾아오지만, 그들 역시 인질로 잡힌다. 네 명의 악당들은 중국 음식점에서 평소보다 훨씬 많은 양의 음식을 주문하고, 배달원은 의심을 품는다.
얼마 지나지 않아 그들은 이상한 관심을 끌기 시작하고, 경찰과 다른 갱단원들과 격렬한 충돌로 이어진다. 노 마크가 혼란 속 모두에게 휘발유를 뿌리고 라이터를 던지겠다고 위협하면서 싸움은 끝난다. 네 명의 악당은 도망치지만, 나머지 사람들은 주유소에서 공황 상태에 빠진다.
크레딧에는 영화 속 사건 이후 등장인물들이 어떤 행동을 하는지 보여주는 네 장면이 나온다. 페인트는 성공한 화가인 것처럼 보이지만, 그림에 빨간 페인트를 쏟으며 축하하는 모습을 보여 손님을 화나게 한다. 록스타는 리드 싱어로 다시 활동을 시작하고, 다음 공연을 준비하는 멤버들을 지휘한다. 불도저는 경찰관이 되어 십 대들이 담배를 피우는 것을 꾸짖는다. 그는 인질들을 다루었던 것과 같은 방식으로 아이들을 벌하고, 자신의 과거를 언급하며 아이들의 미래에 대해 경고한다. 마크는 야구팀에 들어가지만, 투구하다가 실수로 포수를 때린다.

## 출연진

### 중심 인물
- 노마크 (송주호 → 이성재)

전직 야구선수. 고교시절 때 야구부원이지만, 홀어머니 아래서 크고 집안이 가난하다며 편견을 가지고 자신을 구박한 코치탓에 야구를 그만두게 되었다.
- 딴따라 (강성진)

전직 록 가수. 긴 머리를 찰랑찰랑 흔들며 기타 치는 목소리가 가장 좋아 보인다. 음악에 대한 열정은 강하나 돈이 되지 않는 음악이 돼서 빚을 지게 되면서 지금까지 오게된다.
- 페인트 (유지태)

전위 미술가 지망생. 그림 그리는 걸 좋아하지만, 원래 누드 그리는 것을 매우 좋아했다. 공부는 안하고 그림을 그린다고 아버지가 구박하자 삐뚤어졌다. 고상한척하고 품위를 갖추면서 사는 것을 가장 증오한다.
- 무대포 (유오성)

순박하고 단순한 청년. 단순한 성격때문에 "무식하다"라는 말을 자주들어서 "무식"이라는 단어에 컴플렉스가 있다.
- 주유소 사장 (박영규)

### 주변 인물
- 철가방 (김수로)
- 건빵 (정준)
- 샌님 (이정호)
- 깔치 (이요원)

### 그 외 인물
- 고삘 1 (정은찬)
- 고삘 2 (권오탁)
- 고삘 3 (인성)
- 고삘 4 (김태환)
- 양아치 1 (유해진)
- 양아치 2 (김학규)
- 양아치 3 (박선우)
- 양아치 4 (이종혁)
- 김만배(쌩양아 1) (김학철)
- 쌩양아 2 (오상훈)
- 쌩양아 3 (심재원)
- 경찰 1 (김응수)
- 경찰 2 (이원종)
- 뺀질남 (노진원)
- 뺀질녀 (이승채)
- BC 카드 남 (안진수)
- 마티즈 남 (김명국)
- 누비라 남 (한성식)
- 레간자 여 (유주연)
- 사장 부인 (박신영)
- 야구 선수 (원웅재)
- 무대포 선생 (허기호)

고등학교 선생. 잘못했을 때 벌로 대가리를 박게 된다.
- 페인트 부 (권혁풍)

페인트의 부친. 하라는 공부는 안 하고 그림을 좋아하다 결국 캔버스와 붓을 내려치기도 한다.
- 야구 감독 (이종래)
- 중국집 주인 (이의선)
- 다방 레지 (민자경)
- 냉동차 남 (주정한)
- 포장마차 주인 (현숙희)
- 여고생 (배주연)
- 노마크 모 (김연교)
- 출동경찰 1 (고태산)
- 출동경찰 2 (지대한)

### 특별출연
- 폭주청년 (차승원)

### 딴따라 밴드
- 보컬 (송용진)
- 1st 기타 (이상준)
- 2nd 기타 (임종억)
- 베이스 (송인정)
- 드럼 (김현호)

## 제작진
- 감독 : 김상진
- 조감독 : 이원형, 김동욱, 김성욱, 이성준
- 기록 : 고경아
- 각본 : 박정우
- 원안 : 고수복
- 촬영 : 최정우(K.S.C)
- 촬영부 : 임호상, 최영선, 조호나, 이동주, 이상진
- 조명 : 이석환
- 조명부 : 김태인, 이종석, 유병문, 한석, 이호재, 추용현, 송태규, 최하석
- 그립 : 김용태, 장일서, 홍순철
- 키그립 : 김태영, 김학수
- 기획, 프로듀서 : 이관수
- 제작실장 : 이준택
- 제작부장 : 이도윤
- 제작 : 김미희
- 제작진행 : 이연옥, 정철우
- 동시녹음 : 강신규
- 음향 : 강대성
- 붐오퍼레이터 : 윤성기, 강우주
- 음악 : 손무현
- 미술 : 오상만
- 특수효과 : 정도안 (데몰리션)
- 특수효과팀 : 이휘경, 김태의, 유영일, 유인상
- 시각효과 : 박건우
- 분장 : 윤예령, 배미남, 오수진, 김현희
- 의상 : 이승현, 김은숙
- 편집 : 고임표
- 네가편집 : 김세정
- 캐릭터디자인 : 홍유선
- 마케팅부문 : 조윤미, 유경선
- 무술감독 : 김영규
- 무술지도 : 박정민
- 무술팀 : 조현, 이시은, 황재석, 이선도, 정일원, 송치경, 지성환, 서범식, 신재명, 신창수, 배재얼, 이봉근, 김재구, 박정률, 조흥배, 권승구, 김형준, 전기수
- 스토리보드 : 이기훈
- 시각효과부문 : 박관우, 정정의, 이전형, 정성진, 박경열, 한영우, 최재천
- 아비드편집 : 고정표
- 영상물제작 : 토픽스(Topix), 네토시아(Netosia), 이영용
- 옵티컬 : IMAGICA, 영화진흥위원회
- 예고편 : 정연수, 최명준
- 자막 : 주광동
- 카스턴트 : 임현철, 장호중, 유정석, 문종수
- 텔레시네 : 최우제
- 페인트그림 : 이승연
- 프로그래머 : 박민우
- 필름 : 홍성곤
- 메이킹 : 진지현
- 보조출연 : MTM, 서울문화예술원
- 촬영B팀 : 이석환, 조용현, 최태춘, 임창환, 한지원, 송일송
- 음향부문 : 이준호, 김윤겸, 김창섭, 홍윤성, 유재광, 김학준, 이석민, 김태하
- 스틸 : 김진원, 김현호
- 색보정 : 한광동
- 광고사진 : 손기철
- 소품 : 김효진, 홍예리

## 관련영화사
| - 시네마 서비스 (배급/제작) - 좋은영화 (창립작품) - 블루캡 (현상부문) - IMAGICA (옵티컬) - 삼부벤처캐피탈주식회사 (제작지원) - 영상시대 (특수장비) | - 태창사 (필름) - SIM Desgin (홈페이지) - 한국예술 (보조출연) - 영화진흥위원회 (옵티컬) - 세방현상소 (현상) |

## 사운드 트랙
| #            | 제목                               | 가수         | 재생 시간 |
| ------------ | ---------------------------------- | ------------ | --------- |
| 1.           | 〈Nightmare〉                      | 이한철       | 3:00      |
| 2.           | 〈오늘도 참는다〉 (Title)          | 배기성       | 3:04      |
| 3.           | 〈희망가〉                         | 이종원       | 4:18      |
| 4.           | 〈Just Enjoy Your Life〉           | 장기영       | 3:56      |
| 5.           | 〈작은 사랑〉                      | 쉘           | 3:57      |
| 6.           | 〈약속〉                           | 박기영       | 4:05      |
| 7.           | 〈마지막 질주〉                    | 유해준       | 4:26      |
| 8.           | 〈Happy Day〉                      | 캔           | 4:27      |
| 9.           | 〈Runaway〉                        | 심현보       | 2:54      |
| 10.          | 〈나이프 계시록〉                  | 도마뱀       | 3:01      |
| 11.          | 〈내 가슴에 멍이〉                 | MGR          | 3:33      |
| 12.          | 〈오늘도 참는다〉 (Techno Version) | 배기성       | 4:04      |
| 총 재생 시간 | 총 재생 시간                       | 총 재생 시간 | 56:10     |

## 같이 보기
- "주유소 습격 사건 2"